# Cimadevila de Abaixo
Cimadevila de Abaixo es una entidad de población que forma parte de la aldea de Cimadevila, situada en la parroquia de Manzaneda, del municipio español de Manzaneda, en la provincia de Orense, Galicia.

## Demografía
| Gráfica de evolución demográfica de Cimadevila de Abaixo entre 2000 y 2022 |
|                                                                            |
| Datos según el nomenclátor publicado por el INE.                           |